# Плота (Орловская область)
Плота — деревня в Свердловском районе Орловской области. Входит в состав Никольского сельского поселения.

## География
Деревня расположена на берегу реки Дейца. 
Уличная сеть представлена четырьмя объектами: Береговая улица, Заречная улица, Лесная улица и Луговая улица. 
Географическое положение: в 25 километрах от районного центра — посёлка городского типа Змиёвка, в 32 километрах от областного центра — города Орёл и в 358 километрах от столицы — Москвы.

## Население
| 2002 | 2010 |
| ---- | ---- |
| 96   | ↘60  |